# 231 Nord 3.1150
 (juillet 2019).
Si vous disposez d'ouvrages ou d'articles de référence ou si vous connaissez des sites web de qualité traitant du thème abordé ici, merci de compléter l'article en donnant les références utiles à sa vérifiabilité et en les liant à la section « Notes et références ».
La 231 Nord 3.1150 est une locomotive à vapeur de type Pacific, construite pour l'Administration des chemins de fer de l'État mais en service à la Compagnie des chemins de fer du Nord entre 1920 et 1938 puis sur la région Nord jusqu'en 1947.

## Genèse
Lorsque la Première Guerre mondiale éclata un grand nombre de locomotives étaient en construction dans les usines du nord de la France. Ainsi la société Fives-Lille avait en charge la construction des 231 État 231-501 à 550 de la série 231 État 231-501 à 783 (futures : 3-231 C 501 à 783 ) de l'Administration des chemins de fer de l'État.
La construction fut stoppée par l'invasion allemande et la 231 État 231-502 fut emmenée en Allemagne au dépôt de Mülheins-Speldorf pour servir de génératrice de vapeur.

## Utilisation et service
Elle commença donc sa carrière comme beaucoup d’autres l’ont terminé. Au sortir de la Première Guerre mondiale la locomotive, remise en état par les Allemands, se retrouva affectée à la Compagnie des chemins de fer du Nord au lieu de rejoindre l’Administration des chemins de fer de l'État.
Elle reçut l’immatriculation 3.1150 et fut affectée au dépôt de La Chapelle. Elle fut incorporée dans les mêmes roulements que les 231 Nord 3.1151 à 3.1170 (futures 2-231 A 1 à 20) alors qu’elle était plus puissante.
C’est dans ce dépôt, où elle fut surnommée la Bretonne, qu’elle eut l’honneur d’être la première locomotive européenne à recevoir la chauffe mécanique. En effet, il fut procédé à des essais de stoker de 1932 à 1934 avant que celui-ci ne se généralise sur les 150 Nord 5.1201 à 5.1230 (futures 2-150 B 1 à 30). C’est à cette même période qu’elle fut intégrée dans le roulement des 231 Nord 3.1201 à 3.1240 (futures 2-231 C 1 à 40) mais cette fois-ci, ce furent elles qui se montrèrent plus puissantes.
En 1938, lors de la création de la SNCF, elle fut ré-immatriculée 2-231 B 1.
Elle traversa sans encombre la Seconde Guerre mondiale et le 21 avril 1947, elle fut mutée sur la région Ouest retrouvant ainsi ses sœurs. Elle fut prise en charge par les ateliers de Sotteville pour être mise au type des 231 État 231-501 à 783 et fut ré-immatriculée 3-231 F 784.
Elle sera radiée en 1966 après une carrière hors du commun.

## Description
Elle disposait d'un moteur compound à quatre cylindres décroisés de type « Du Bousquet De Glehn » avec les cylindres HP extérieurs et les cylindres BP intérieurs. Le foyer était de type « Crampton » à ciel plat et l'échappement de type « Nord » à cône. La distribution était du type « Walschaerts ». Le bogie était à longerons intérieurs de type « Ouest » et avait un déplacement latéral de + ou - ?? mm et il était freiné. Le bissel était aussi de type « Ouest » et avait un déplacement latéral de + ou - ?? mm.
Un certain nombre de modifications ont été faites par la Compagnie des chemins de fer du Nord:
- Montage d'un réchauffeur de type « ACFI »
- Remplacement de l'échappement par un de type « PLM » à trèfle puis par un de type « Lemaître »
- Pose d'écrans pare-fumée de deux types successifs
- Pose de tiroirs de type « Willoteaux » sur les cylindres BP
- Et modification de la traverse arrière, pour montage d'un tender Nord de type 31 A puis 37 A

## Tenders
Le tender d'origine fut rapidement remplacé par :
- un tender à bogies contenant 23 m3 d'eau et ?? t de charbon, immatriculé : ?? puis : 2-??
- un tender à bogies contenant 31,5 m3 d'eau et 7 t de charbon d'origine Armistice, immatriculé : ?? puis : 2-31 A ??
- et enfin un tender à bogies contenant 37 m3 d'eau et 9 t de charbon, immatriculé : 34.143 puis : 2-37 A 43. L'immatriculation 34.--- se faisait à tort car du temps de la Compagnie des chemins de fer du Nord on pensait qu'ils ne contenait que 34,5 m3 d'eau!

Une fois mutée à la région Ouest elle fut attelée à un tender à bogies de type « État » contenant 22 m3 d'eau et 8 t de charbon, immatriculé : 3-22 B 784.

## Caractéristiques
- Pression de la chaudière : 16 kg/cm2
- Surface de grille : 4,27 m2
- Surface de chauffe : 213,75 m2
- Surface de surchauffe : 60,81 m2
- Diamètre et course des cylindres HP : 420 × 650 mm
- Diamètre et course des cylindres BP : 640 × 650 mm
- Diamètre des roues du bogie : 960 mm
- Diamètre des roues motrices : 1 950 mm
- Diamètre des roues du bissel : 1 230 mm
- Masse à vide : 86,3 t
- Masse en ordre de marche : 96,5 t
- Masse adhérente : 55,7 t
- Longueur hors tout : 13,665 m
- Masse du tender en ordre de marche : ?? t
- Masse totale : ?? t
- Longueur totale : ??
- Vitesse maxi en service : 130 km/h